# آيت عمر أو عبيد (آيت حلي كيكو)
آيت عمر أو عبيد هو دُوَّار يقع بجماعة كيكو، إقليم بولمان، جهة فاس مكناس في المملكة المغربية. ينتمي الدوّار لمشيخة آيت حلي كيكو التي تضم 14 دوار. يقدر عدد سكانه بـ 440 نسمة حسب الإحصاء الرسمي للسكان والسكنى لسنة 2004.

## وصلات خارجية
- البوابة الوطنية للجماعات الترابية
- المندوبية السامية للتخطيط